# Bhante Henepola Gunaratana
Bhante Henepola Gunaratana, também conhecido como Bhante G., nasceu no dia 7 de dezembro de 1927. Foi um monge budista Theravada do Sri Lanka e, atualmente, é o abade do Bhavana Society nos Estados Unidos. Além de traduções e ensinos aos ocidentais, já esteve várias vezes no Brasil conduzindo retiros de meditação, dando cursos e palestras em São Paulo e em Belo Horizonte .

## Breve biografia
Henepola Gunaratana nasceu em Ekanayaka Mudiyanselage Ukkubanda, no dia 7 de dezembro de 1927, uma pequena aldeia de Henepola, no Sri Lanka. Foi ordenado monge noviço aos 12 anos em um templo na vila de Malandeniya, distrito de Kurunegala. Seu monge preceptor foi o Venerável Kiribatkumbure Sonuttara Mahathera.  Recebeu sua ordenação completa como Bhikkhu em 1947, aos 20 anos, em Kandy. Teve contato com os estudos pela primeira vez em Vidyasekhara Pirivena Junior College, uma escola de monges em Gampaha. Mais tarde, chegou a completar o ensino superior no Sri Lanka, no Vidyalankara College, em Kelaniya e no Buddhist Missionary College (um afiliado da Maha Bodhi Society) em Colombo.

## Trabalho missionário
Após completar seus estudos, foi enviado à Índia para o trabalho missionário como representante da Sociedade Maha Bodhi, servindo principalmente aos Intocáveis em Sanchi, Delhi e Bombaim. Também serviu como conselheiro religioso da Sociedade Malaia de Sasana Abhivurdhiwardhana, da Sociedade Missionária Budista e da Federação Juvenil Budista. Em seguida, atuou como professor na Kishon Dial School e no Temple Road Girls 'School. Foi também o diretor do Instituto Budista de Kuala Lumpur. 

## Chegada aos Estados Unidos
Bhante Gunaratana foi para os Estados Unidos a convite da Sasana Sevaka Society em 1968, para servir como Secretário Geral da Sociedade Budista de Vihara, em Washington, D.C. Chegou a ser eleito presidente da sociedade doze anos depois. Durante este tempo, conduziu retiros de meditação e ministrou cursos em estudos Budistas.
Gunaratana adquiriu bacharelado, mestrado e doutorado em filosofia na American University. Ele também ministrou cursos de pós-graduação sobre budismo na American University, na Georgetown University, na Bucknell University e na University of Maryland, College Park. Ele também ministra palestras em universidades dos Estados Unidos, Europa e Austrália.
Atualmente é o abade da Sociedade Bhavana, um mosteiro e centro de retiro de meditação que ele fundou em High View, na Virginia Ocidental. 

## Ligações Externas
- Site oficial da Bhavana Society.